# 图纽吉·约瑟夫
图纽吉·约瑟夫（匈牙利語：Tunyogi József，1907年3月9日—1980年4月11日），匈牙利男子摔跤运动员。他曾代表匈牙利参加1932年夏季奥林匹克运动会摔跤比赛，获得男子自由式中量级铜牌。